# لقاح الإيبولا

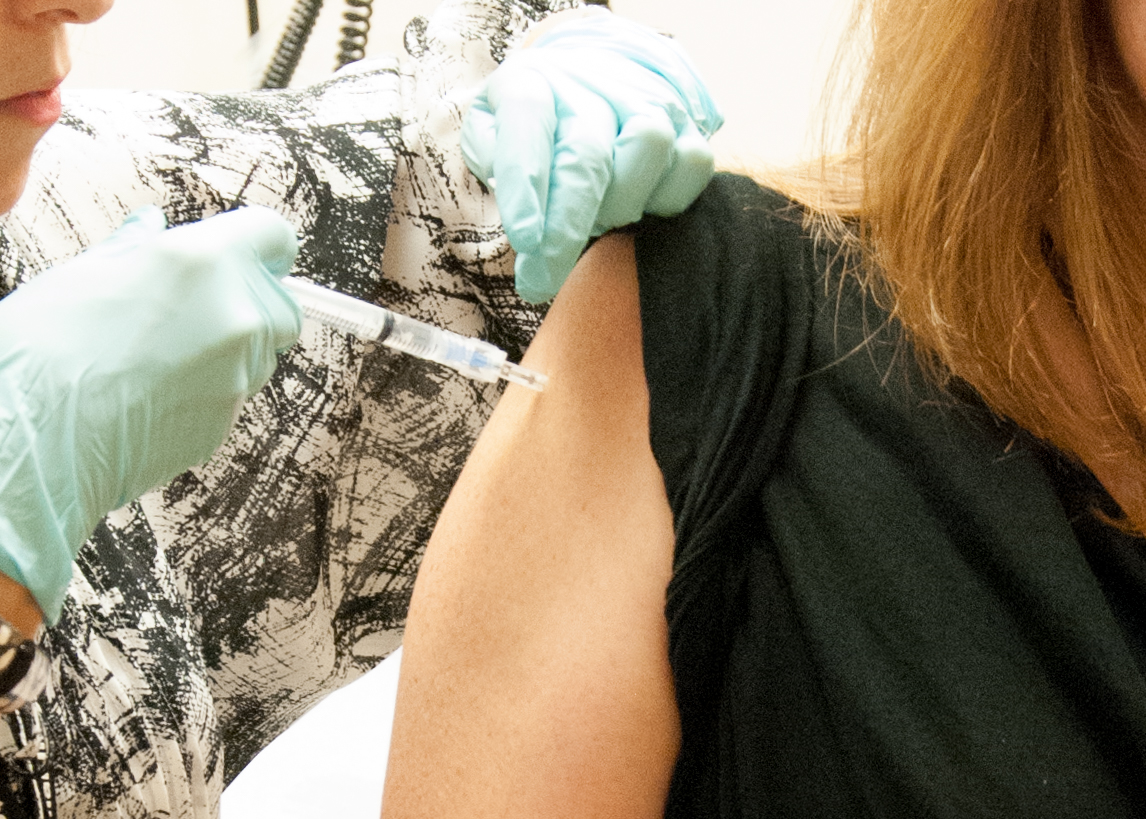
امرأة تبلغ من العمر 39 عامًا، وهي أول مشاركة مسجلة في VRC 207، تتلقى جرعة من لقاح الإيبولا التجريبي من NIAID/GSK في المركز السريري التابع للمعهد الوطني للحساسية والأمراض المعدية في بيثيسدا، ماريلند.

لقاحات الإيبولا هي لقاحات إما معتمدة أو قيد التطوير للوقاية من الإيبولا. اعتُمد أول لقاح في الولايات المتحدة (هو rVSV-ZEBOV) في ديسمبر 2019. واستُخدم على نطاق واسع أثناء تفشي الإيبولا في كيفو بموجب بروتوكول الاستخدام الرحيم. خلال أوائل القرن الحادي والعشرين، أظهر العديد من اللقاحات المرشحة فعالية في وقاية الرئيسيات غير البشرية (قرود المكاك عادةً) من العدوى المميتة.
تشمل اللقاحات ناقلات الفيروس الغدي ناقصة النسخ المتماثل، وفيروس التهاب الفم الحويصلي، وفيروسات نظير الإنفلونزا البشرية (HPIV-3)، والفيروسات الشبيهة بالجسيمات النانوية. التجارب التقليدية لدراسة الفعالية عن طريق تعرض البشر لمسببات الأمراض بعد التمنيع ليست أخلاقية في هذه الحالة. في مثل هذه الحالات، أنشأت إدارة الغذاء والدواء الأمريكية «قاعدة الفعالية عند الحيوان» التي تسمح بالموافقة على الترخيص على أساس الدراسات التي أجريت على النماذج الحيوانية التي تشبه الإصابات عندها الإصابات البشرية، مع الأدلة التي تؤكد على السلامة والاستجابة المناعية القوية المحتملة (وجود الأجسام المضادة في الدم) عند البشر الذين أعطوا اللقاح. تتضمن التجارب السريرية إعطاء اللقاح لأشخاص أصحاء لتقييم الاستجابة المناعية وتحديد أي آثار جانبية وتحديد الجرعة المناسبة.

## اللقاحات المعتمدة

### لقاح  rVSV-ZEBOV
يُباع لقاح VSV-EBOV أو rVSV-ZEBOV تحت الاسم التجاري Ervebo، وهو لقاح لفيروس التهاب الفم الحويصلي المعدل وراثيًا الذي يعبر عن بروتين سكري سطحي لفيروس إيبولا زاير. في نوفمبر 2019، منحت المفوضية الأوروبية تصريح تسويق مشروط. جاء التأهيل المسبق لمنظمة الصحة العالمية بعد أقل من 48 ساعة، مما يجعله أسرع عملية تأهيل للقاح تجريها منظمة الصحة العالمية على الإطلاق. اعتُمد للاستخدام الطبي في الاتحاد الأوروبي في نوفمبر 2019، واعتُمد للاستخدام الطبي في الولايات المتحدة في ديسمبر 2019.
تشمل الآثار الجانبية الأكثر شيوعًا الألم والتورم والاحمرار في موقع الحقن والصداع والحمى وآلام العضلات والتعب وآلام المفاصل. بشكل عام، تحدث هذه الآثار في غضون سبعة أيام بعد التطعيم، وتكون شدتها خفيفة إلى معتدلة وتختفي خلال أقل من أسبوع.
طورته وكالة الصحة العامة الكندية، واستحوذت شركة ميرك على التطوير في أكتوبر 2014، أعلن صندوق ويلكم الذي كان أيضًا أحد أكبر المشاركين من المملكة المتحدة، بدء تجارب متعددة على متطوعين أصحاء في أوروبا، والجابون، وكينيا، والولايات المتحدة. ثبت أن اللقاح آمن في مواقع متعددة في أمريكا الشمالية وأوروبا وأفريقيا، لكن العديد من المتطوعين في موقع تجريبي واحد في جنيف، سويسرا، طوروا التهاب المفاصل المرتبط باللقاح بعد حوالي أسبوعين، وحوالي 20-30% من المتطوعين طوروا حمى منخفضة الدرجة بعد اللقاح، والتي شُفيت في غضون يوم أو يومين. من الآثار الجانبية الشائعة الأخرى الألم في موقع الحقن، والألم العضلي، والإرهاق. أوقفت التجربة مؤقتًا في ديسمبر 2014 بسبب الآثار السلبية المحتملة، ولكنها استؤنفت لاحقًا. اعتبارًا من أبريل 2015، بدأت تجربة المرحلة الثالثة بجرعة واحدة من VSV-EBOV في ليبيريا بعد دراسة المرحلة الثانية الناجحة في الدولة الواقعة في غرب إفريقيا. في 31 يوليو 2015، أشارت النتائج الأولية لتجربة المرحلة الثالثة في غينيا إلى أن اللقاح يبدو «فعالًا وآمنًا للغاية». استخدمت التجربة بروتوكول تلقيح حلقي لُقّح فيه أولاً جميع أقرب المخالطين للحالات الجديدة للإيبولا العدوى إما مباشرة أو بعد 21 يومًا. بسبب الفعالية المثبتة للتلقيح الفوري، يُعطى اللقاح حاليًا لجميع المتلقين على الفور. التطعيم الدائري هو الطريقة المستخدمة في برنامج استئصال الجدري في السبعينيات. ستستمر التجربة لتقييم ما إذا كان اللقاح فعالاً في خلق مناعة قطيع ضد عدوى فيروس الإيبولا. في ديسمبر 2016، وجدت دراسة أن لقاح VSV-EBOV فعال بنسبة 95-100% ضد فيروس الإيبولا، مما يجعله أول لقاح مثبت ضد المرض.
دُعم اعتماد اللقاح من خلال دراسة أجريت في غينيا خلال تفشي المرض 2014-2016 عند الأفراد الذين تبلغ أعمارهم 18 عامًا فما فوق. كانت الدراسة عبارة عن دراسة تطعيم عشوائية عنقودية (حلقة) حيث تلقى 3537 مخالطًا ومخالطًا للمخالطين لأفراد مصابين بمرض فيروس الإيبولا المؤكد مختبريًا تطعيمًا «فوريًا» أو تطعيمًا «متأخرًا» لمدة 21 يومًا. كان الهدف من هذا التصميم هو وصول اللقاح إلى شبكة اجتماعية من الأفراد في المناطق التي قد تشمل المساكن أو أماكن العمل حيث يقضي المريض وقتًا، أو عائلات لأفراد الذين كانوا على اتصال بالمريض أثناء مرض ذلك الشخص أو وفاته. عند مقارنة حالات مرض فيروس الإيبولا بين 2108 شخصًا أخذ تطعيمًا فوريًا و1429 شخصًا أخذ تطعيمًا متأخرًا، استُنتج أن لقاح Ervebo فعال بنسبة 100% في الوقاية من حالات الإيبولا مع ظهور الأعراض بعد أكثر من عشرة أيام من التطعيم. لم تُلاحظ أي حالات لمرض فيروس الإيبولا مع ظهور أعراض بعد أكثر من عشرة أيام من التطعيم في المجموعة العنقودية «الفورية»، مقارنة بعشر حالات من مرض فيروس الإيبولا في المجموعة العنقودية «المتأخرة» لمدة 21 يومًا.
في دراسات إضافية، قُيّمت استجابات الأجسام المضادة في 477 فردًا في ليبيريا، وحوالي 500 فرد في سيراليون، وحوالي 900 فرد في كندا، وإسبانيا، والولايات المتحدة. كانت استجابات الأجسام المضادة بين تلك الموجودة في الدراسة التي أجريت في كندا وإسبانيا والولايات المتحدة مماثلة لتلك الموجودة بين الأفراد في الدراسات التي أجريت في ليبيريا وسيراليون.
قُيّمت سلامة اللقاح عند حوالي 15000 فرد في أفريقيا وأوروبا وأمريكا الشمالية. كانت الآثار الجانبية الأكثر شيوعًا التي أُبلغ عنها هي الألم والتورم والاحمرار في موقع الحقن، بالإضافة إلى الصداع والحمى وآلام المفاصل والعضلات والتعب.
في ديسمبر 2016، وجدت دراسة أن لقاح VSV-EBOV فعال بنسبة 70-100% ضد فيروس الإيبولا، مما يجعله أول لقاح مثبت ضد المرض. ومع ذلك، كان هناك جدل وتشكيك في تصميم هذه الدراسة والفعالية العالية للقاح. في تشرين الثاني (نوفمبر) 2019، منحت المفوضية الأوروبية تصريح تسويق مشروط لشركة (Ervebo (rVSV∆G-ZEBOV-GP وأقرت منظمة الصحة العالمية مسبقًا لقاح الإيبولا لأول مرة.